# Гојко Балшић
Гојко Балшић (умро после 1468) је био владар Мизије, области између Кроје и Љеша. Припадао је породици Балшић.

## Биографија
Гојко је са браћом Јованом и Ђорђем владао Мизијом, територијом која се простирала од Белог Дрима до Јадрана. Припадали су породици Балшић која је раније управљала Зетом. Постоје две претпоставке о пореклу Гојка и његове браће. Прва је да су деца Влајке Кастриот и Ђурђа Балшића, ванбрачног сина Ђурђа I Балшића (1362-1378). Ову претпоставку заступају Карл Хопф и Јован Музаки. Према Фану Ноли, Гојко је био син Јеле Кастриот и Павла Балшића. У оба случаја, Гојко би био Скендербегов нећак. Гојко је био ожењен Комнином, ћерком Ђорђа Аријанита Комнина. Према Јовану Музакију, имали су два сина и једну ћерку, Марију. Синови су му умрли у Угарској. Марија се удала за грофа Мура и имала је две ћерке: Беатриче и Изабелу. Беатриче се удала за Фердинанда Орсинија, војводу Гравине, а Изабела за Луја, грофа Конзе.
Браћа Балшић били су једни од оснивача Љешке лиге. Савез албанских племића основан је 2. марта 1444. године од стране: Леке Захарије (господара Дања и Сатија), његових вазала Павла и Николе Дукађинија, Петра Спанија (господара Дришта), Леке Душманија (господара Малог Пулта), Андреа Топије (господара области између Драча и Тиране), његовог нећака Тануша Топије, Ђорђа Аријанита Комнина, Теодора Короне Мусашија и Стефана Црнојевића (господара Горње Зете).
Скендербег је располагао војском Љешке лиге која је бројала око 8000 ратника. Ђорђе Балшић је након одређеног времена отказао послушност Скендербегу док су му Гојко и Јован остали верни до своје смрти 1468. године. Након њихове смрти, Скендербег се, заједно са Леком, Прогоном и Николом Дукађинијем, наставио борити у корист Млечана.